# Numa Grether
Numa Grether (* 12. Mai 1839 in Les Ponts-de-Martel, Kanton Neuenburg; † 1. April 1891 in Lugano, Kanton Tessin; heimatberechtigt in La Chaux-du-Milieu) war ein Schweizer Jurist und Politiker der Radikalen, der unter anderem von 1888 bis 1889 Präsident des Staatsrates des Kantons Neuenburg war.

## Leben
Numa Grether, Sohn des Kaufmanns Alexandre Henri Grether und der Anaïse Grether, geborene Roulet, war nach einem Studium der Rechtswissenschaften als Notar sowie zwischen 1868 und 1874 als Friedensrichter von Les Ponts-de-Martel tätig. Anschliessend fungierte er als Richter am Appellationsgericht sowie von 1874 bis 1886 als Kantonsrichter. 1873 wurde er als Freisinniger Mitglied im Grossen Rat, dem Parlament des Kantons Neuenburg, und gehörte diesem bis 1883 an.
Am 26. Mai 1886 wurde Grether Mitglied des Staatsrates des Kantons Neuenburg, der Regierung dieses Kantons, und gehörte dieser bis zu seinem Tode am 1. April 1891 als Versteher des Departements für öffentliche Bauten an. Während seiner Mitgliedschaft im Staatsrat wurde er als Nachfolger von Charles Alfred Petitpierre-Steiger 1888 Präsident und damit Vorsteher der Kantonsregierung und bekleidete dieses Amt bis 1889, woraufhin Robert Comtesse ihn ablöste.

## Weblink
- Eric-André Klauser: Numa Grether. In: Historisches Lexikon der Schweiz.